# Kameano-Kostuvate, Bratske
Kameano-Kostuvate (în ucraineană Кам'яно-Костувате) este localitatea de reședință a comunei Kameano-Kostuvate din raionul Bratske, regiunea Mîkolaiiv, Ucraina.

## Demografie
Componența lingvistică a localității Kameano-Kostuvate
     Ucraineană (87,26%)
     Română (6,37%)
     Rusă (5,9%)
     Alte limbi (0,24%)
Conform recensământului din 2001, majoritatea populației localității Kameano-Kostuvate era vorbitoare de ucraineană (87,26%), existând în minoritate și vorbitori de română (6,37%) și rusă (5,9%).